# FV432
FV432 — британский бронетранспортёр 1960-х годов. Создан в конце 1950-х годов в рамках разработки семейства боевых машин FV430 на едином шасси, как улучшенная версия раннего семейства FV420. Серийное производство FV432 продолжалось с 1962 по 1971 год, всего было выпущено около 3000 бронетранспортёров этого типа, не считая других машин семейства. Был основным бронетранспортёром британской армии в 1960—1970-е годы, с 1980-х годов был в основном заменён более современными машинами, такими как БМП «Уорриор», но некоторое их количество, по состоянию на 2008 год, всё ещё остаётся на вооружении. На экспорт FV432 поставлялся ограниченно, лишь после начала его снятия с вооружения в Великобритании, некоторое количество машин получила Индия.

## Конструкция

### Броневой корпус
Гусеничный бронетранспортер предназначен для перевозки личного состава на поле боя. Он имеет герметизированный броневой корпус, который обеспечивает защиту личного состава от пуль и осколков артиллерийских снарядов.
В носовой части корпуса справа размещено отделение управления, в средней и кормовой частях — отделение для десанта. Десант размещается на двух откидных скамейках, расположенных по бортам корпуса. В кормовой части БТР имеется двустворчатая дверь для посадки и высадки десанта. На крыше корпуса расположены три люка: впереди — для механика-водителя, позади него — люк для командира и в кормовой части — люк для десанта.
В передней части корпуса на шарнирах укреплен волноотражательный щит.

### Вооружение
Вооружение — 7,62-мм пулемёт L7, установленный на люке командира (боекомплект составляет 1600 шт. патронов).

### Двигатель и трансмиссия
Силовая установка — многотопливный шестицилиндровый двухтактный дизельный двигатель K60 Mk.5L фирмы «Роллс-Ройс» с противоположно движущимися поршнями и прямоточной продувкой.
Силовая передача: полуавтоматическая трансмиссия «General Motors» TX 200-4A, которая включает в себя сцепление, коробку передач, демультипликатор и дифференциальный механизм поворота.

### Ходовая часть
Ходовая часть состоит из торсионной подвески, пяти обрезиненных опорных и двух поддерживающих катков (на сторону) и гусеницы с резино-металлическим шарниром. Траки снабжены съемными резиновыми подушками. На передних опорных катках установлены телескопические амортизаторы.
Движение на воде осуществляется с помощью перематывания гусениц, верхняя ветвь которых закрыта резиновым гидродинамическим кожухом.

### Дополнительное оборудование
Бронетранспортёр оснащен фильтровентиляционной установкой. Подвод воздуха осуществляется через диффузоры, расположенные около каждого места членов экипажа и десанта. В зависимости от условий эксплуатации, на БТР может быть установлен обогреватель или кондиционер.
Предусмотрены места для хранения четырехсуточного рациона продовольствия и воды для экипажа и десанта.

## Эксплуатация и боевое применение
Ограниченно применялись во время войны в Персидском заливе.
Применялся Вооружёнными силами Украины во время российского военного вторжения на Украину.